# Pastora
Pastora est un groupe de musique barcelonais formé par Caïm y Pauet, les fils du célèbre musicien Pau Riba, et la chanteuse Dolo, nom artistique de Dolores Beltrán. Ils deviennent populaires en 2004 grâce à leur chanson Lola.

## Discographie
- Pastora, 2004
- La vida moderna, 2005
- Cuánta vida, 2007
- Un viaje de Noria, 2011
- Una altra galàxia, 2012